# Такин
Такин или тибетска антилопа (лат. Budorcas taxicolor) је врста азијске дивље козе.
Такин, који се такође назива дивокоза или гну коза, је велика врста копитара из потфамилије Caprinae која се налази на источним Хималајима. Обухвата четири подврсте: Мишми такин (B. t. taxicolor), златни такин (B. t. bedfordi), тибетански (или сечуански) такин (B. t. tibetana) и бутански такин (B. t. whitei).
Док је такин раније био стављен у групу заједно са мошусним говечетом, новија истраживања митохондрија показују ближу везу са овцама. Због тога је његова физичка сличност са мошусним говечетом пример конвергентне еволуције.
Такин је национална животиња Бутана.

## Изглед
Такин се такмичи са мошусним говечетом по величини у потпородици Caprinae, која укључује козе, овце и сличне врсте. Његове кратке ноге подржавају велика копита са два прста. Има здепасто тело и јака прса. Његова велика глава се одликује дугачким, лучним носом и дебелим роговима. Рогови су дугачки су око 30 цм, али могу да нарасту до 64 цм. Дугачко, чупаво крзно је светле боје са тамном пругом дуж леђа. Тренутно су препознате четири подврсте такина, а оне имају тенденцију да показују варијације у боји длаке.
Висина такина је 97 до 140 цм, а дужина 160 до 220 цм, са репом још додатних 12 до 21,6 цм. Тежине такина варирају, али према већини извештаја, мужјаци су нешто већи, тежине 300 до 350 кг наспрам женки од 250 до 300 кг.

## Понашање
Такини се налазе у малим породичним групама од око 20 јединки, иако старији мужјаци могу више да живе усамљено. У лето, крда до 300 јединки окупљају се високо на планинским падинама. Парење се одвија у јулу и августу. Одрасли мужјаци се такмиче за доминацију тако што се међусобно боре са противницима, а чини се да оба пола користе мирис сопственог урина како би указали на доминацију. Једно младунче се рађа након око осам месеци. Такини мигрирају са горњих пашњака на ниже, више пошумљене области зими и фаворизују сунчана места по изласку сунца. Када су узнемирени, повлаче се у густе бамбусове шикаре и леже на земљи за камуфлажа.
Такини се хране у раним јутарњим и касним поподневним сатима, пасу разно лишће и траву, као и изданке и цвеће бамбуса. Примећено је како стоје на задњим ногама да се хране високим лишћем. Со је такође важан део њихове исхране, а групе могу да остану на налазиштима минерала неколико дана.

## Распрострањеност
Такини се налазе на територијама од шумовитих долина до стеновитих алпских зона прекривених травом, на висинама између 1000 и 4500 м изнад нивоа мора. Ареал тибетске антилопе ограничен је на мањи број држава. Врста има станиште у Кини, Индији, Бурми и Бутану.

## Станиште
Станишта врсте су шуме, планине, бамбусове шуме и речни екосистеми.

## Угроженост
Ова врста се сматра рањивом у погледу угрожености врсте од изумирања. Прети му прекомерни лов и уништавање његовог природног станишта. Рогови такина су се појавили у илегалној трговини дивљим животињама у Мјанмару; и током три истраживања спроведена од 1999. до 2006. године на тржишту у Мјанмару, укупно 89 комплета рогова је откривено у продаји.